# USL Super League
La USL Super League (USLS) è una lega professionistica statunitense di calcio femminile. Affianca la National Women's Soccer League come livello di vertice nel campionato statunitense femminile. Organizzata dalla United Soccer League, opera come livello superiore rispetto alla USL W League. Alla prima stagione, partita il 17 agosto 2024, hanno preso parte 8 squadre.

## Storia
Il 21 settembre 2021 la United Soccer League annunciò la nascita di una nuova lega professionistica, la Super League. Il 15 marzo 2022 venne annunciato che la Super League si sarebbe allineata al calendario internazionale del calcio femminile con stagioni che si sarebbero sviluppate da agosto a giugno dell'anno successivo. Per ridurre il rischio di affrontare temperature rigide nel periodo invernale, venne prevista una sosta a metà stagione.
Inizialmente, era previsto che il numero di squadre partecipante fosse dodici, analogamente a quante ne partecipavano (nel 2022) alla NWSL. Il 16 maggio 2023 la USL annunciò le prime otto aree geografiche sede delle squadre previste per la stagione inaugurale nel 2024. Queste erano: Charlotte, Dallas/Fort Worth, Lexington, Phoenix, Spokane, baia di Tampa, Tucson e Washington. Contestualmente, venne comunicato che la lega sarebbe stata di prima divisione, anziché di seconda come inizialmente annunciato. Il 9 febbraio 2024 la federazione statunitense concesse alla USL Super League lo stato di prima division (Division I). Nello stesso giorno il Brooklyn Football Club venne ammessa come nuova franchigia alla stagione inaugurale di USL Super League. Rispetto a quanto inizialmente annunciato, le squadre di Phoenix e Tucson non vennero registrate alla stagione 2024-25, mentre subentrarono il Brooklin FC e una squadra con sede a Fort Lauderdale.
La prima edizione della USL Super League è stata vinta dal Tampa Bay Sun, che nella finale dei play-off ha battuto il Fort Lauderdale United dopo i tempi supplementari.

## Formula
Il calendario della USL Super League, diversamente dall'usuale formato dalla primavera all'autunno della NWSL, si è allineato al calendario internazionale delle competizioni femminili di calcio, iniziando al termine dell'estate e concludendosi nella primavera dell'anno seguente. Nel corso della stagione regolare, le squadre partecipanti si affrontano in un doppio girone all'italiana con partite di andata e di ritorno, per un totale di 28 giornate per la stagione 2024-25, alla quale prendono parte otto squadre. La stagione regolare è divisa in una fall schedule e una spring schedule, prevedendo una sosta tra le due nel periodo invernale. Le prime quattro squadre classificate al termine della stagione regolare accedono ai play-off per il titolo, organizzati in semifinali e finale giocate in gara unica..

## Squadre partecipanti

### Squadre per la stagione 2024-25
| Squadra             | Città              | Stato                 | Stadio                                            | Esordio   |
| ------------------- | ------------------ | --------------------- | ------------------------------------------------- | --------- |
| Brooklyn            | Brooklyn, New York | New York              | Maimonides Park                                   | 2024-2025 |
| Carolina Ascent     | Charlotte          | Carolina del Nord     | American Legion Memorial Stadium                  | 2024-2025 |
| Dallas Trinity      | Dallas             | Texas                 | Cotton Bowl                                       | 2024-2025 |
| DC Power            | Washington         | Distretto di Columbia | Audi Field                                        | 2024-2025 |
| Fort Lauderdale Utd | Fort Lauderdale    | Florida               | Campo sportivo della Nova Southeastern University | 2024-2025 |
| Lexington           | Lexington          | Kentucky              | Lexington SC Stadium                              | 2024-2025 |
| Spokane Zephyr      | Spokane            | Washington            | One Spokane Stadium                               | 2024-2025 |
| Tampa Bay Sun       | Tampa              | Florida               | Riverfront Stadium                                | 2024-2025 |

### Squadre future
Le seguenti squadre è previsto che si uniscano alla Super League dopo il raggiungimento di specifici requisiti, come il completamento dello stadio ed altre iniziative. Sono riportate solo le società già in trattativa con la USL.
| Squadra                    | Città        | Stato      | Esordio atteso |
| -------------------------- | ------------ | ---------- | -------------- |
| Sporting Club Jacksonville | Jacksonville | Florida    | 2025-26        |
| Madison Women's Pro Soccer | Madison      | Wisconsin  | [ 12 ]         |
| Oakland Soul SC            | Oakland      | California | [ 13 ]         |
| USL Palm Beach             | Palm Beach   | Florida    | [ 14 ]         |
| Phoenix Rising FC          | Phoenix      | Arizona    | [ 15 ]         |
| FC Tucson                  | Tucson       | Arizona    | [ 16 ]         |
| USL Chattanooga            | Chattanooga  | Tennessee  | [ 17 ]         |
| Indy Eleven                | Indianapolis | Indiana    | [ 18 ]         |

## Albo d'oro
- 2024-2025:  Tampa Bay Sun (1º)